# Horn (Rutland)
Horn – wieś w Anglii, w hrabstwie Rutland. Leży 11 km na wschód od miasta Oakham i 136 km na północ od Londynu. W 2001 miejscowość liczyła 9 mieszkańców.